# Ian Pearce (Fußballspieler)
Ian Anthony Pearce (* 7. Mai 1974 in Bury St. Edmunds) ist ein ehemaliger englischer Fußballprofi.

## Karriere
Ian Pearce begann seine Karriere in der Spielzeit 1992/1993, als er erstmals vom Nachwuchsteam in den Profi-Kader des FC Chelsea aufrückte. Am 5. September 1992 debütierte er im Spiel an der Anfield Road gegen den FC Liverpool, als er nach zwölf Minuten für Paul Elliott eingewechselt wurde. In London konnte er sich allerdings nicht durchsetzen, sodass er im Oktober 1993 nach nur vier Spielen für Chelsea zu Blackburn Rovers wechselte. 
Im September 1997 wechselte Pearce für eine Ablösesumme von 3,5 Millionen Pfund zu West Ham United. Bei West Ham wurde er schnell zu einem Führungsspieler, ehe ihn in der Saison 1999/2000 eine Verletzung stoppte. Im ersten Saisonspiel gegen Tottenham musste Pearce wegen einer Knieverletzung nach 37 Minuten ausgewechselt werden. Darauf verpasste er die komplette Saison. 
Sein Comeback gab er am 28. Oktober 2000 gegen Newcastle. In der Saison 2002/2003 stieg Pearce mit West Ham in die Football League Championship ab. Seine Rückkehr in die Premier League erfolgte im Januar 2004, als er zum FC Fulham wechselte. Schnell wurde Pearce zum Stammspieler, doch im Dezember verletzte er sich am Rücken, sodass er die gesamte Rückrunde aussetzen musste. Seit seiner Rückkehr im Oktober 2005 ist Pearce nicht mehr unumstrittener Stammspieler, absolvierte in der Saison 2006/2007 nur 22 Ligaspiele für seinen Verein.

## Sonstiges
Ian Pearce ist einer von nur sechs Spielern, die seit der Einführung der Premier League 1992 in jeder Saison mindestens ein Spiel in Englands höchster Spielklasse absolviert haben. Die anderen fünf sind: David James, Sol Campbell, Ryan Giggs, Gary Speed und Nicky Butt.